# Jules Gratier
 (août 2017).
Si vous disposez d'ouvrages ou d'articles de référence ou si vous connaissez des sites web de qualité traitant du thème abordé ici, merci de compléter l'article en donnant les références utiles à sa vérifiabilité et en les liant à la section « Notes et références ».
Jules Victor Gratier est un général français né le 25 juin 1863 et mort le 23 septembre 1956.

## Carrière
Officier breveté de l'école de guerre, il prend le commandement en tant que lieutenant-colonel du 12e bataillon de chasseurs alpins en 1911.
Il s'est principalement illustré lors de la Première Guerre mondiale à la tête de la 25e et de la 46e division d'infanterie, laquelle il contribua activement à mettre sur pied.
Après guerre, il prend la tête de la force interalliée envoyée en Haute-Silésie en vue de l'organisation du plébiscite qui doit la partager entre l'Allemagne et la Pologne. Les dissensions au sein du haut-commandement entre Gratier et ses homologues britanniques et italiens ont rendu cette mission très périlleuse.